# Leptognathia parabrevimana
Leptognathia parabrevimana är en kräftdjursart som beskrevs av Lang 1968. Leptognathia parabrevimana ingår i släktet Leptognathia och familjen Leptognathiidae. Inga underarter finns listade i Catalogue of Life.